# Carnwath
Carnwath (en gaélique A 'Chathair Nuadh ; en anglais « gué du cairn ») est un village du sud des collines de Pentland, dans le South Lanarkshire, en Écosse. Le village se trouve à environ 30 km (48 km) au sud de Édimbourg et Glasgow. Il est délimité par les cours d'eau Medwyn du Nord et du Medwyn du Sud.